# Кречетов, Димитрий Юрьевич
Дими́трий Ю́рьевич Кре́четов (15 мая 1960 — 1 января 1993) — советский актёр театра и кино.

## Биография
Родился в семье актёров Юрия Кречетова и Галины Охрименко.
Будучи ещё учеником школы был занят в спектаклях театра, в частности в 1973 году снялся в телеспектакле «Детство. Отрочество. Юность» (режиссёр Пётр Фоменко).
В 1977 году поступил в ГИТИС (курс А. А. Гончарова). Начиная со второго курса играл на сцене театра им. Маяковского. В 1981 году окончил ГИТИС и был актёром Московского областного театра юного зрителя «Царицыно».
Погиб в результате трагического случая в 1993 году.

## Творчество

### Роли в кино
- 1973 — Детство. Отрочество. Юность — Николенька
- 1974 — Рассказы о Кешке и его друзьях — Сима
- 1975 — Такая короткая долгая жизнь — Серёжа Игнатьев
- 1981 — Сказка, рассказанная ночью — Эдвин
- 1985 — Дайте нам мужчин!